# Synagoge (Kosova Hora)

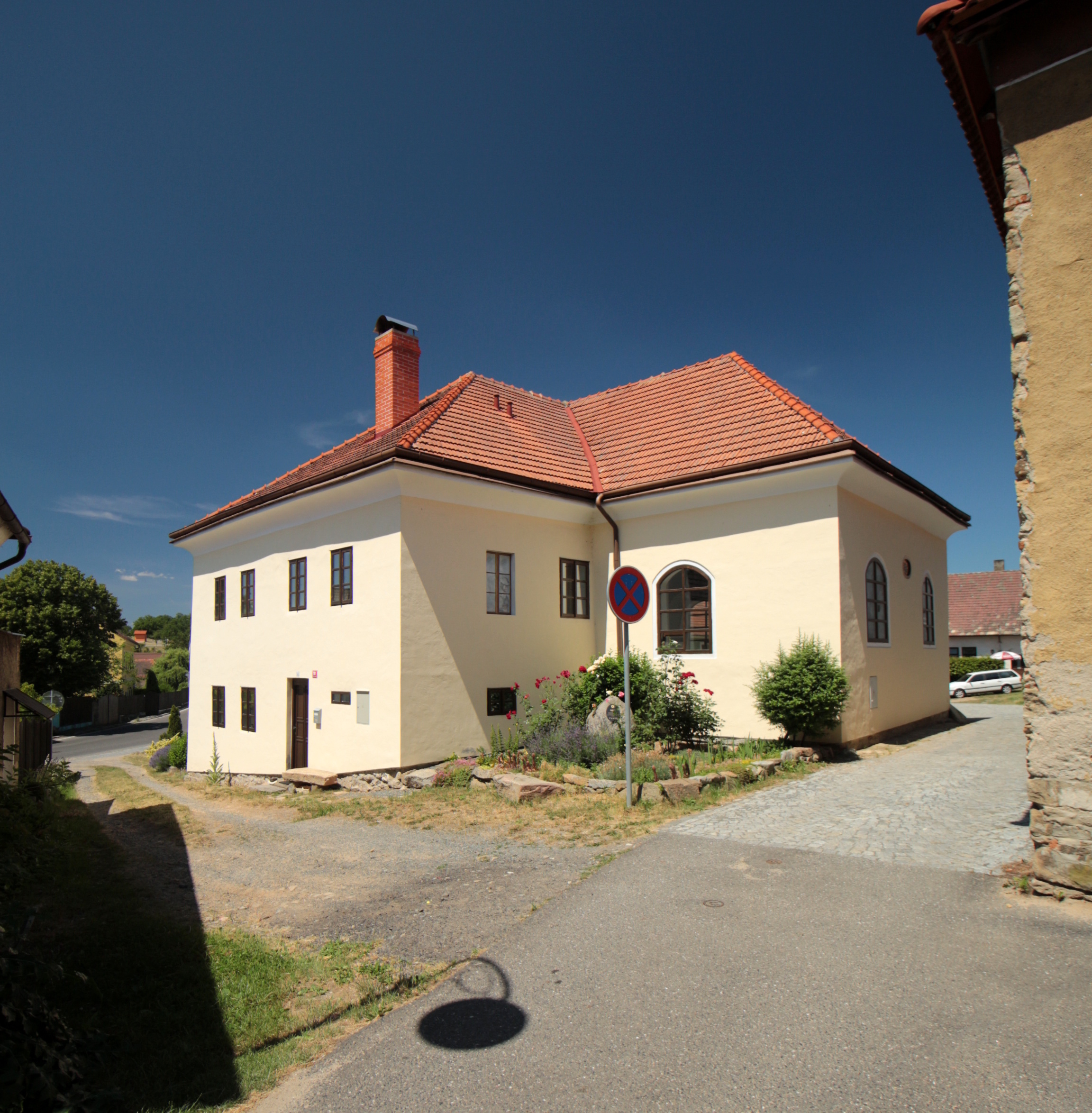
Die Synagoge im Jahr 2019

Eingang zur Mikwe

Die Synagoge in Kosova Hora (deutsch Amschelberg), einer Gemeinde im tschechischen Okres Příbram der Region Středočeský kraj (deutsch Mittelböhmische Region), wurde in den 1740er Jahren erbaut. Die Synagoge ist ein geschütztes Baudenkmal.

## Geschichte
Nach einem Brand im Jahr 1740 ließ die jüdische Gemeinde von Kosova Hora eine neue Synagoge errichten, die bis Ende des 19. Jahrhunderts genutzt wurde. Nach der Auflösung der jüdischen Gemeinde in Kosova Hora im Jahr 1893 besuchten die noch verbliebenen Juden die Gottesdienste im drei Kilometer entfernten Seltschan (tschechisch Sedlčany) auf.
Dank einer privaten Initiative konnte das ehemalige, bereits dem Verfall anheimgefallene Synagogengebäude umfassend saniert werden. Im Gebäude soll eine Dokumentation zur Geschichte der ehemaligen jüdischen Gemeinde Anschelberg gezeigt werden.

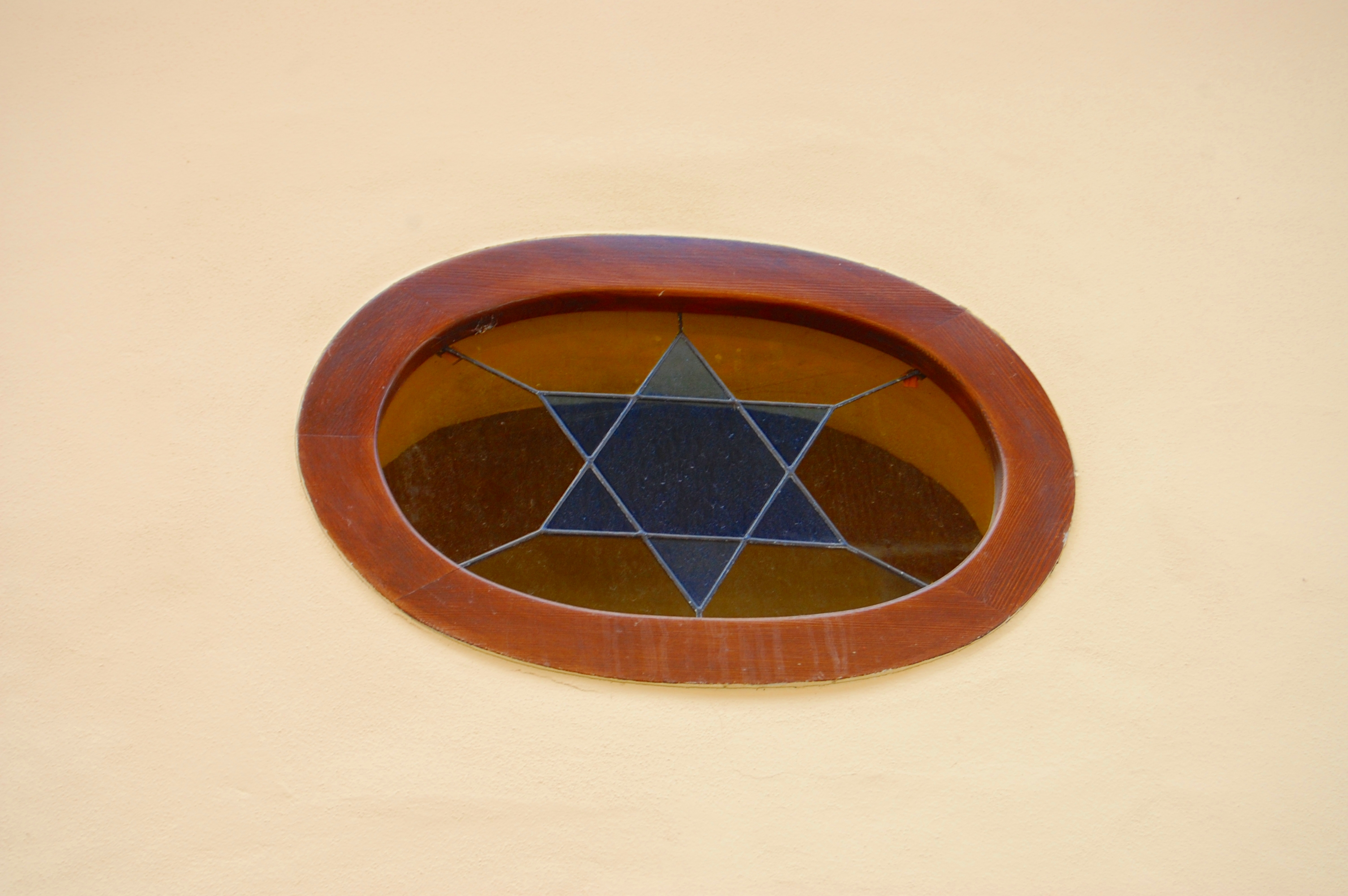
Bleiglasfenster
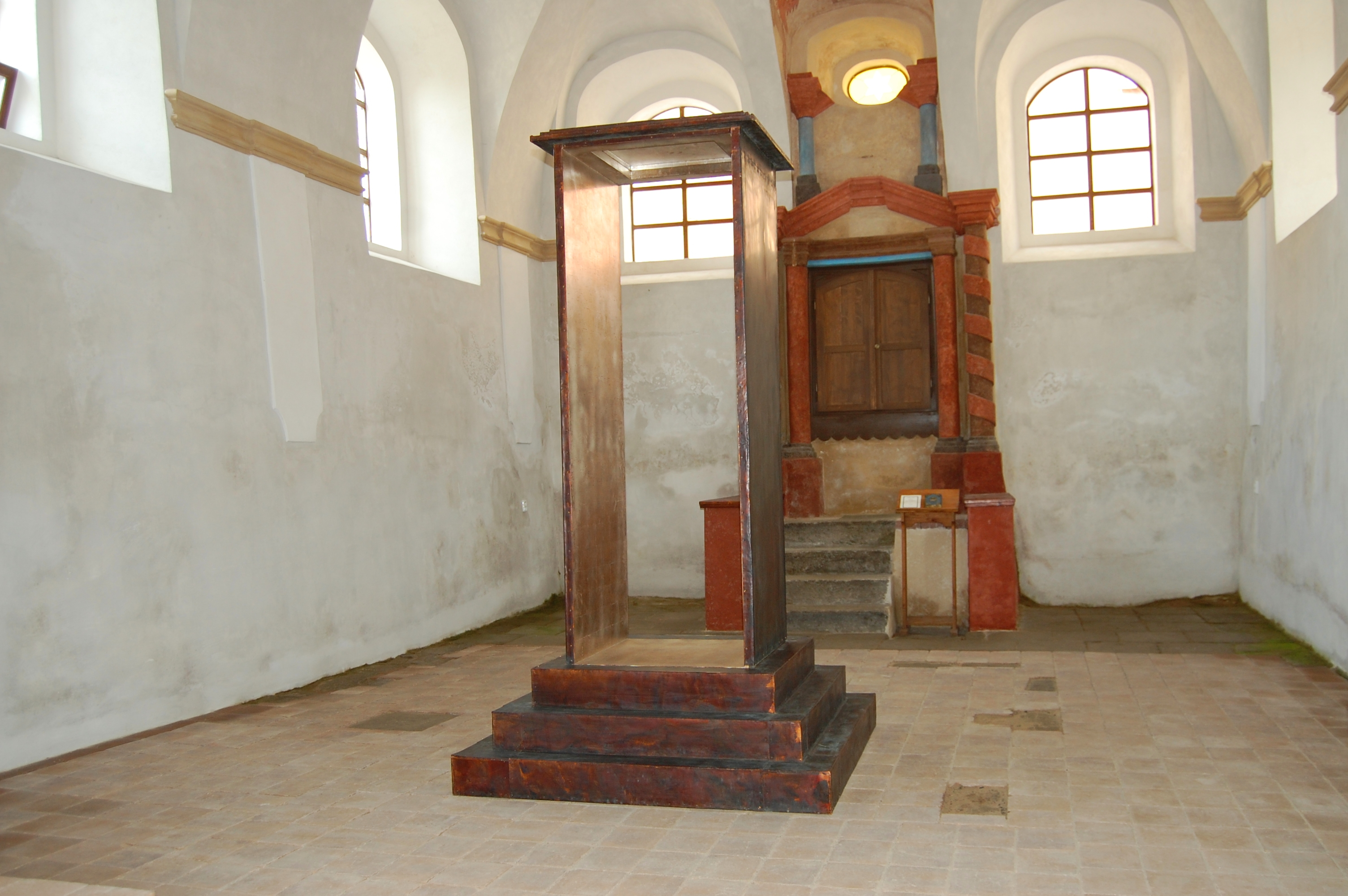
Innenansicht
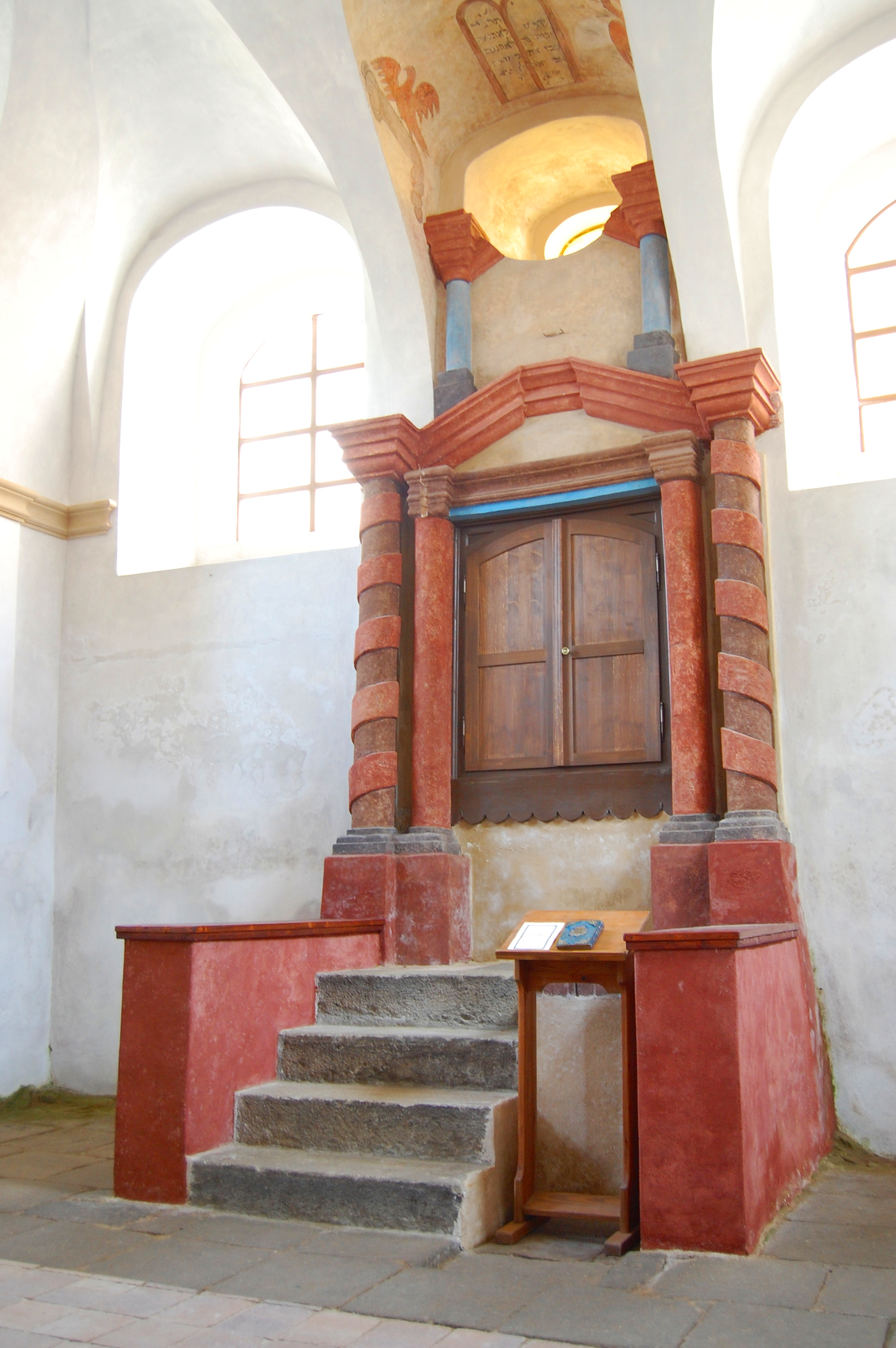
Thoraschrein